# Johann Eisterer

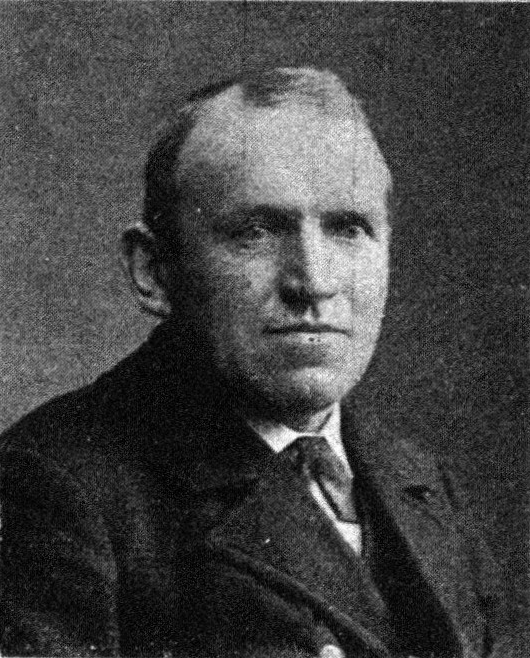
Johann Eisterer

Johann Nepomuk Eisterer (* 5. April 1854 in Steegen bei Peuerbach, Oberösterreich; † 6. Jänner 1931 ebenda) war ein österreichischer Bauer und christlichsozialer Politiker.

## Leben
Der Müllerssohn Eisterer übernahm die elterliche Landwirtschaft samt Mühle. Obwohl er nur die Volksschule besucht hatte, bildete er sich weiter, besaß eine umfangreiche Bibliothek und unternahm viele Reisen. Mit 19 Jahren trat er dem Volksverein bei, betätigte sich viele Jahre lang im Vereinsausschuss und war bis zu seinem Tode Leiter der Volksvereins-Bezirksorganisation in Peuerbach. An der Errichtung des Vereinshauses in Peuerbach hatte er maßgeblichen Anteil. Zwischen 1886 und 1919 war er auch Bürgermeister seiner Heimatgemeinde Steegen.
Von 1906 bis 1918 gehörte er dem österreichischen Reichsrat an, wobei er sich für die Wahlrechtsreform des Jahres 1907 einsetzte. 1918/1919 war er noch Mitglied der Provisorischen Nationalversammlung. In der Landespolitik betätigte er sich ebenfalls, war von 1907 bis 1918 Abgeordneter zum oberösterreichischen Landtag und wirkte für die Christlichsoziale Partei in der Provisorischen Landesversammlung 1918/1919. Als kaisertreuer Mann zog er sich anschließend aus dem politischen Leben zurück. Ausgezeichnet wurde er mit dem Berufstitel „Ökonomierat“ und „Bischöflicher Ehrenrat“.